# STS-107
STS-107 (englisch Space Transportation System) ist die Missionsbezeichnung für einen Flug des US-amerikanischen Space Shuttles Columbia (OV-102) der NASA. Der Start erfolgte am 16. Januar 2003. Nach zweiwöchigem Flug brach die Fähre am 1. Februar 2003 beim Wiedereintritt in die Erdatmosphäre auseinander. Alle sieben Besatzungsmitglieder kamen dabei ums Leben.
Es war die 113. Space-Shuttle-Mission – die einzige des Jahres 2003 – und der 28. Flug der Raumfähre Columbia.

## Mannschaft
- Rick Husband (2. Raumflug), Kommandant
- William McCool (1. Raumflug), Pilot
- Michael Anderson (2. Raumflug), Missionsspezialist
- Kalpana Chawla (2. Raumflug), Missionsspezialistin
- David Brown (1. Raumflug), Missionsspezialist
- Laurel Clark (1. Raumflug), Missionsspezialistin
- Ilan Ramon (1. Raumflug), Nutzlastspezialist ( Israel)

Die Farben zeigen die Zugehörigkeit zur jeweiligen Schicht an.

## Missionsüberblick
Rund 80 wissenschaftliche Experimente wurden bei dieser Mission durchgeführt. Der Frachtraum der Columbia beherbergte neben dem Raumlabor Spacehab RDM (Research Double Module) auch das Experimentenpaket FREESTAR, das auf einer Brückenstruktur untergebracht war.
Auf STS-107 flog mit Ilan Ramon erstmals ein israelischer Astronaut ins All.

## Vorbereitungen
Dieser Flug war die letzte Shuttle-Mission, die ganz im Zeichen der wissenschaftlichen Forschung stand, bevor die Internationale Raumstation dieses Tätigkeitsfeld übernehmen sollte. Bedingt durch Verzögerungen im Shuttle-Programm, technische Probleme und Änderungen der Nutzlast wurde der Columbia-Flug immer wieder verschoben: Als der israelische Raumfahrer Ilan Ramon 1997 ausgewählt wurde, verzeichnete das NASA-Manifest den Start für Mai 2000. Mit der Bekanntgabe von Kommandant und Pilot im Dezember 2000 war STS-107 bereits ein Jahr nach hinten gerutscht (Juli 2001).
Auch der Auftrag und die Fracht wurden mehrmals geändert. So gab es Überlegungen im NASA-Hauptquartier, den Flug von einer Besatzung durchführen zu lassen, die ausschließlich aus Frauen bestand. Als Nutzlast war eine Zeit lang der Erdbeobachtungssatellit Triana vorgesehen. Dieser nach dem Ausguck Rodrigo de Triana, der auf Kolumbus’ erster Reise 1492 Amerika entdeckte, benannte Trabant war auf Anregung des ehemaligen US-Vizepräsidenten Al Gore entwickelt worden, bis der Kongress 2001 die Mittel stoppte.
Die Raumfähre Columbia war am 12. März 2002 von ihrer letzten Mission STS-109, einem Wartungsflug zum Hubble-Weltraumteleskop, zurückgekehrt. Zu diesem Zeitpunkt sollte der dienstälteste Orbiter vier Monate später zu STS-107 wieder starten. Wenige Wochen darauf wurde dieser Termin, der 11. Juli, um acht Tage verschoben, um mehr Zeit für die Vorbereitungen zu haben.
Am 24. Juni 2002 wurde der für den 19. Juli geplante Start von STS-107 erneut um „ein paar Wochen“ verlegt, nachdem in den Treibstoffleitungen von zwei Orbitern zwischen zwei und sieben Millimeter lange Haarrisse entdeckt worden waren. Während Routineinspektionen hatten Techniker am 17. Juni bei der Atlantis den ersten Riss gefunden, danach auch an der Discovery, die gerade modernisiert wurde. Daraufhin wurden für die Columbia und die nur wenige Tage zuvor von STS-111 zurückgekehrte Endeavour Untersuchungen angeordnet. Außerdem verhängte die NASA ein Startverbot für die Shuttle-Flotte, bis der Grund der Rissbildung gefunden sei.
Anfang Juli wurden in einer Leitung der Columbia drei Risse gefunden, wenige Tage später auch zwei bei der Endeavour. Insgesamt wurden elf Haarrisse in allen Raumfähren aufgespürt. Zunächst war unklar, wie sie entstanden und ob sie gefährlich waren.
Am 12. Juli erklärte Ron Dittemore, der Leiter des Shuttle-Programms, dass es bis Mitte September 2002 keine weiteren Starts geben werde. Möglicherweise bestehe das Problem der Haarrisse seit dem ersten Start im April 1981 und man habe es erst jetzt entdeckt. Bis zur Klärung würden alle weiteren Missionen ausgesetzt, oder zumindest solange, bis die Ingenieure sicherstellen könnten, dass die Risse nicht größer würden und keine Gefahr darstellten. Zwei Wochen später, am 26. Juli, gab Dittemore bekannt, dass es genüge, alle elf gefundenen Risse zu verschweißen. Ingenieure hatten nach eingehenden Analysen festgestellt, dass Materialermüdung, hervorgerufen durch die starken thermischen und mechanischen Belastungen beim Start, die Ursache wären und eine Reparatur ausreichen sollte.
Danach wurde entschieden, die beiden verbleibenden ISS-Flüge des Jahres 2002 vorzuziehen und STS-107 frühestens am 29. November beginnen zu lassen. Doch Ende August 2002 entschied die NASA, den Columbia-Flug auf Januar 2003 zu verlegen, weil STS-112 und STS-113 nicht so rasch wie erwartet durchgeführt werden konnten.

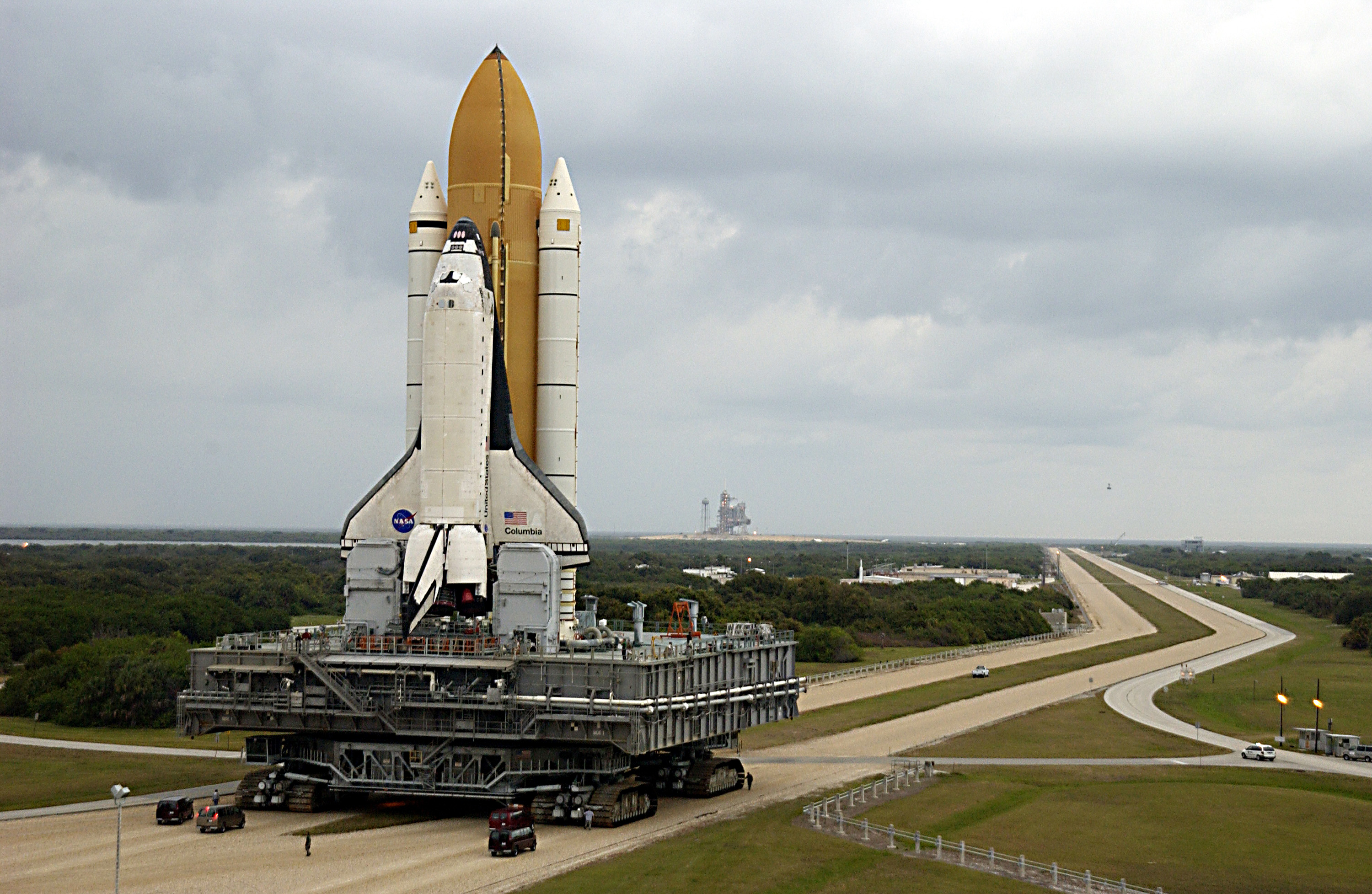
Die Columbia auf dem Weg zur Startrampe

Am 18. November wurde der Raumtransporter von der Orbiter Processing Facility zum Vehicle Assembly Building gerollt. Dort erfolgte zwei Tage später die Montage mit dem Außentank und den beiden Feststoffraketen. Am 9. Dezember 2002 wurde die Columbia zur Rampe 39A gefahren.

## Missionsverlauf

### Start

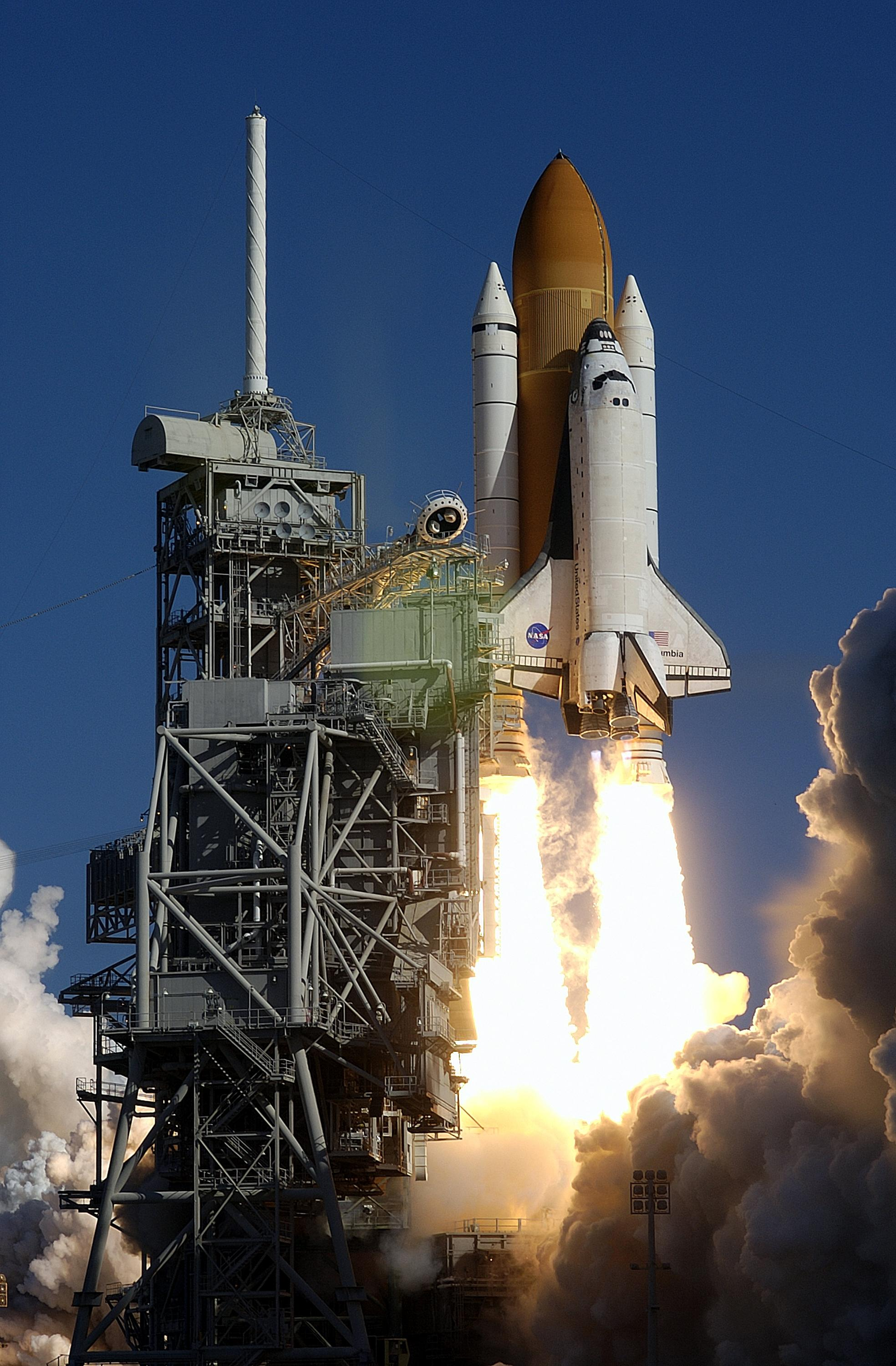
Start der Columbia

Circa 81 Sekunden nach dem Start löst sich ein Stück der Schaumstoffisolierung vom Außentank und trifft die linke Tragfläche.

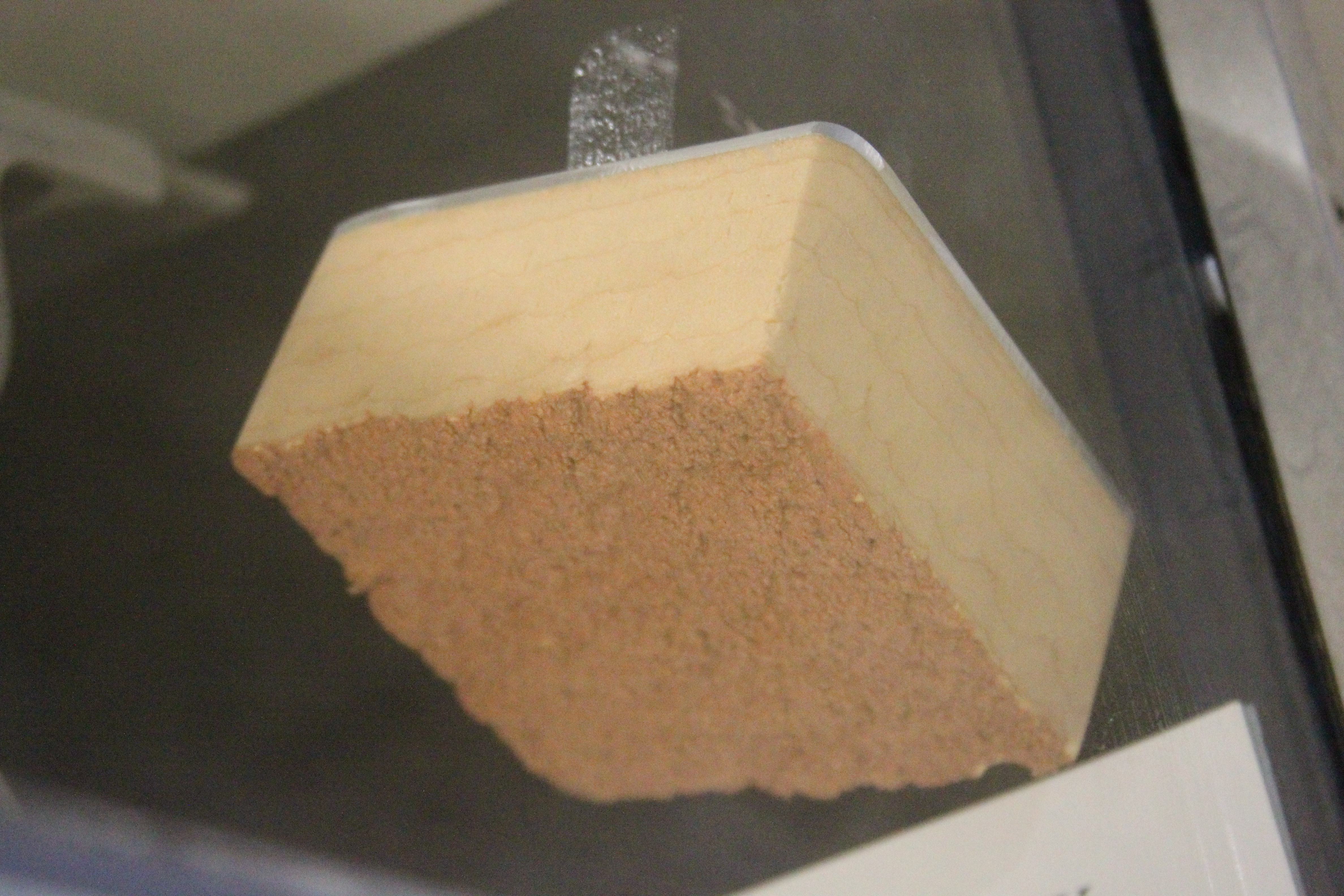
Ein Stück der Schaumstoffisolierung des Außentanks

Wegen der nach den Terroranschlägen des 11. September 2001 erlassenen Sicherheitsbestimmungen wurde der genaue Zeitpunkt des Starts am 16. Januar 2003 nicht genannt. Lediglich ein vierstündiges Fenster (15:00 bis 19:00 UTC) wurde bekanntgegeben, innerhalb dessen der Start erfolgen würde. Diese Verschleierungsmaßnahmen betrafen weitere Stationen der Vorbereitungen, aus denen sich der Moment des Starts hätte kalkulieren lassen, wie das Eintreffen der Mannschaft in Florida, den Beginn des Countdowns usw. Erst 24 Stunden vor dem geplanten Starttermin wurde der Zeitpunkt mit 15:39 UTC mitgeteilt.
Daneben gab es auch eine erhöhte Alarmbereitschaft der für die Sicherheit zuständigen Stellen. Rund um das Kennedy Space Center bezogen militärische Einheiten Stellung – Scharfschützen wurden postiert, Militärhubschrauber und Abfangjäger patrouillierten, mobile Raketenwerfer rückten an und Sperrzonen wurden ausgedehnt. Die NASA betonte, diese Maßnahmen seien Teil des neuen Sicherheitskonzeptes und hätten nichts damit zu tun, dass der erste israelische Raumfahrer zur Shuttle-Besatzung gehöre.
Bis unmittelbar vor dem Start war nicht klar, ob die Mission einen erneuten Aufschub erfahren würde. Im Dezember 2002 hatten Techniker an einem Kugelgelenk der Discovery Probleme diagnostiziert, das innerhalb der großen Treibstoffleitungen für deren Flexibilität sorgt. Eine sechs Zentimeter große Metallkugel zeigte an der Oberfläche Risse. Die NASA-Ingenieure berieten, ob die an der Rampe stehende Columbia zurückgefahren werden sollte, weil eine Inspektion vor Ort nicht möglich war. Am Vortag des Starts wurde entschieden, dass ein möglicherweise defektes Kugelgelenk keine Gefahr für die Columbia darstelle.
Am 16. Januar 2003 verließ die Columbia bei idealem Wetter pünktlich um 15:39:00 UTC die Startrampe. Dem vorausgegangen war ein Countdown ohne technische Schwierigkeiten. Anders als bei Missionen, die die Internationale Raumstation anfliegen und ein nur kurzes Startfenster von etwa fünf Minuten nutzen können, hatte man diesmal mehr Zeit. STS-107 stand die maximal mögliche Zeitspanne von zweieinhalb Stunden zur Verfügung. Limitiert wurde das Startfenster durch die NASA-Richtlinie, die die Zeit, die Mannschaftsmitglieder angeschnallt auf dem Rücken liegen dürfen, aus gesundheitlichen Gründen auf 150 Minuten begrenzt.
Einen Tag später wurden routinemäßig die Filmaufnahmen des Starts gesichtet. Die Auswertung ergab, dass sich rund 81 Sekunden nach dem Verlassen der Rampe ein Stück der Schaumstoffisolierung vom Außentank gelöst und die linke Tragfläche getroffen hatte. Die Ingenieure der NASA gingen jedoch von nur geringen Schäden am Hitzeschild aus, da es nicht selten vorkam, dass sich Teile vom externen Tank gelöst hatten. Gravierende Beschädigungen waren dabei nie aufgetreten. Außerdem war auf den Hochgeschwindigkeitsaufnahmen zu erkennen, dass das Fragment nach dem Aufprall eine Wolke von Partikeln hinterließ, was als dessen Zerstörung interpretiert wurde. Deshalb entschied die NASA, die Mission normal weiterzuführen.

### Forschung rund um die Uhr
Die wissenschaftliche Forschung stand im Fokus dieses Shuttle-Fluges. Dabei reichten die Disziplinen von der Physik, Grundlagenforschung, Materialwissenschaften, über Erdbeobachtung, Biologie und Chemie bis zur Medizin. Insgesamt 79 unterschiedliche Einzelexperimente von Forschern der Wirtschaft und Universitäten, die aus den Vereinigten Staaten, Kanada, Europa, Israel und Japan stammten sowie von der US-Regierung, bildeten die Nutzlast.

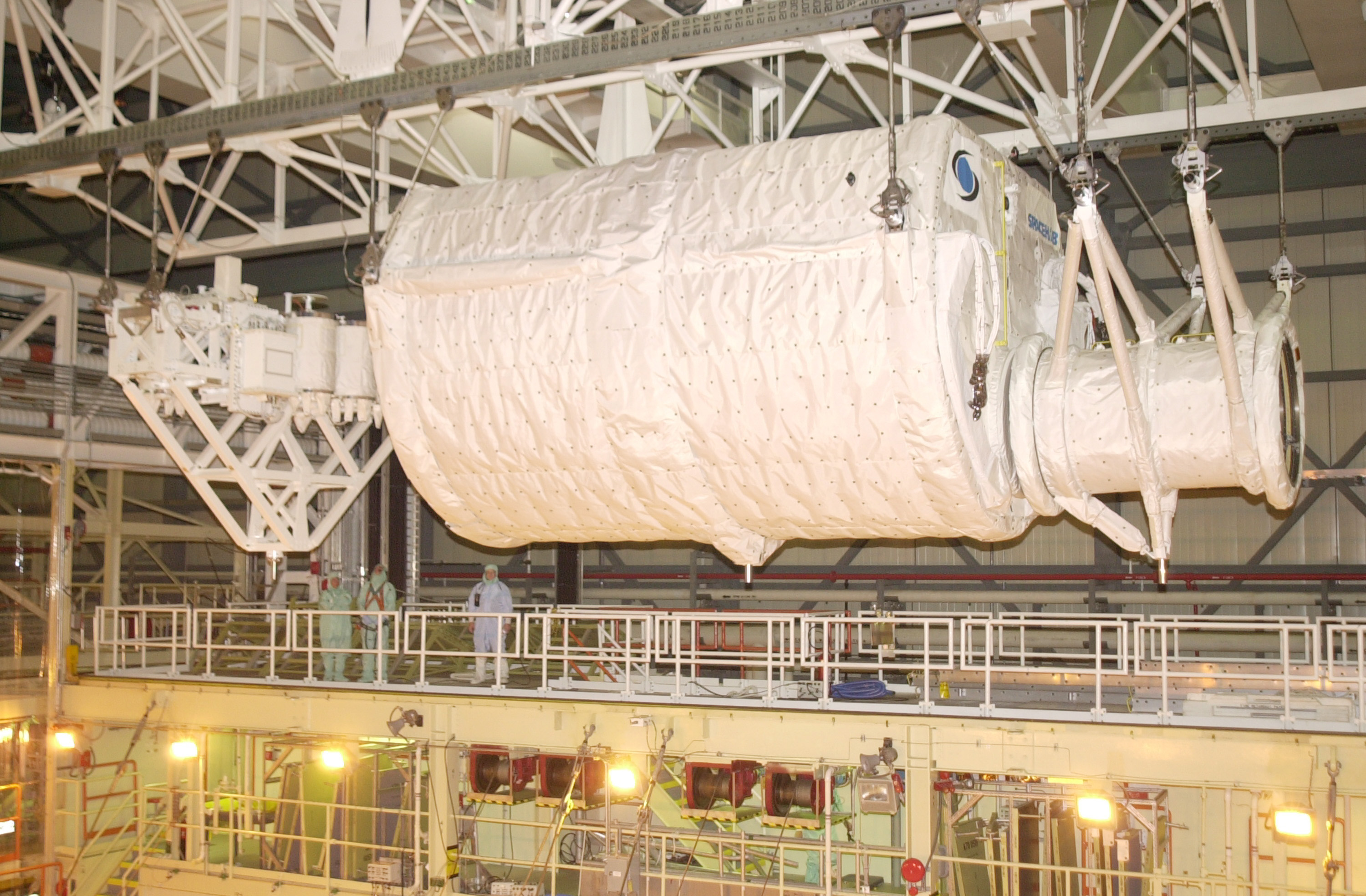
Die Nutzlast wird in den Laderaum der Columbia gehievt (von links: FREESTAR, Spacehab und Tunnel).

Der Großteil der 32 Forschungspakete war in einem Spacehab-Modul der gleichnamigen US-Firma im Frachtraum der Columbia untergebracht. Die RDM-Einheit (Research Double Module) war sechs Meter lang, vier Meter breit und drei Meter hoch. Über einen Tunnel war das Modul mit der Mannschaftskabine der Fähre verbunden, damit die Astronauten ihren Arbeitsplatz ungehindert erreichen konnten. Das Spacehab bot 60 Kubikmeter Raum und war mit 3,4 Tonnen wissenschaftlicher Einrichtung ausgerüstet, die in seitlich montierten Schränken und Schubfächern untergebracht war. Die NASA bezifferte die Kosten für die wissenschaftliche Ausrüstung inklusive der Miete für das Spacehab mit 78 Millionen US-Dollar.
Zur optimalen Nutzung der Experimente arbeitete die siebenköpfige Besatzung im Zwei-Schicht-Betrieb. Nach jeweils zwölf Stunden wechselten sich die Gruppen ab. Das Blaue Team wurde von Pilot Willie McCool sowie den Missionsspezialisten Mike Anderson und David Brown gebildet. Kommandant Rick Husband, die zwei Missionsspezialistinnen Kalpana Chawla und Laurel Clark sowie der Nutzlastexperte Ilan Ramon stellten das Rote Team.
Bei einem der ungewöhnlichsten Experimente ging es um Düfte. International Flavors & Fragrances, einer der weltweit führenden Produzenten von Düften und Parfüms mit Sitz in New York City, schickte eine Rose mit sechs Knospen und eine asiatische Reisblume auf die Reise. Während des Fluges wurden die Duftmoleküle mit einer Sonde eingefangen. Zurück auf der Erde sollten diese mit Massenspektrometern und Gaschromatographen auf ihre Zusammensetzung untersucht werden. Bereits vier Jahre zuvor war eine Rose im Auftrag der Wissenschaft an Bord einer Raumfähre (STS-95).
Die ESA war mit vier der 32 Forschungsprojekten beteiligt, die sich in 14 Einzelexperimente unterteilten. Darunter befanden sich drei Beiträge aus Deutschland: Uwe Hoffmann von der Deutschen Sporthochschule Köln erforschte den „Einfluss der Schwerelosigkeit auf Herzschlag und Blutdruck“ und Reinhard Miller vom Max-Planck-Institut für Kolloid- und Grenzflächenforschung in Potsdam-Golm untersuchte im FAST-Modul (Facility for Adsorption and Surface Tension) Fragen zur Oberflächenspannung. Weiterhin hatte das Deutsche Zentrum für Luft- und Raumfahrt mit CEBAS (Closed Equilibrated Biological Aquatic System) ein Mini-Aquarium im Mitteldeck. Darin wurde die Entwicklung der Embryos, das Sexualverhalten und der Skelettaufbau an vier ausgewachsenen und zwölf Jungfischen des Schwertträgers sowie der Aufbau des Innenohrs von 50 Buntbarschlarven untersucht. CEBAS wurde von der Bremer Firma OHB-System entwickelt, hatte ein Volumen von 8,3 Litern und flog nach STS-89 und STS-90 seinen dritten Einsatz.

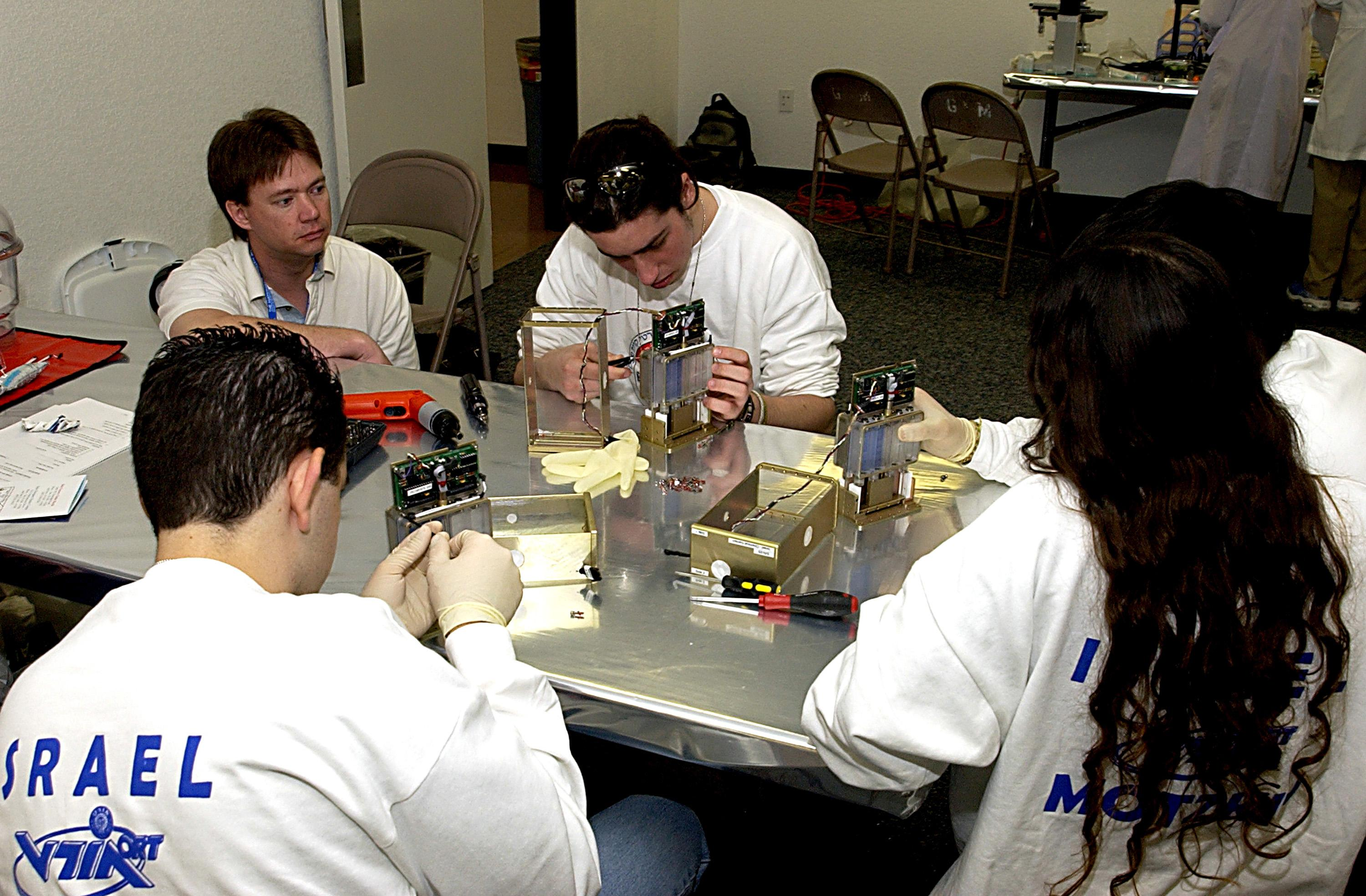
Israelische Studenten bereiten ihr Experiment vor.

Sechs Experimente waren Projekte von Studenten aus sechs Ländern im STARS-Programm (Space Technology And Research Students) der Spacehab-Tochter Space Media zusammengefasst: Ein chinesischer Versuch ging der Frage nach, wie die Mikrogravitation die Entwicklung des Seidenspinners beeinflusst. Dazu waren drei Puppen und fünf Exemplare des Schmetterlings an Bord. Mit acht Radnetzspinnen untersuchte eine australische Gruppe, wie sich der Verlust der Schwerkraft auf den Netzbau auswirkt. Ein Liechtensteiner Gymnasium testete an drei Holzbienen deren Verhalten beim Tunnelbau im All. Japanische Schüler hatten vier Eier des Reisfisches vorbereitet, um festzustellen, ob sich Fischbrut in der Schwerelosigkeit schneller entwickelt als auf der Erde. Die Matzkin-Schule im israelischen Haifa erforschte das Wachstum kristalliner Fasern und Schüler einer US-High-School in Syracuse (New York) untersuchten einen Kleinststaat von 15 Ernteameisen auf Veränderungen in deren Sozialverhalten.
Ein NASA-eigenes Projekt galt der Kommunikation über das Internet. Dabei wurden Informationen zwischen Bodenstation und Raumfähre per Internet Protocol ausgetauscht. Zu diesem Zweck war an Bord der Columbia ein PC mit einem 233-MHz-Prozessor und einem 128 MB großen Arbeitsspeicher. Als Betriebssystem war Red Hat Linux installiert. Über ein Satellitenrelais wurde mit dem Goddard Space Flight Center eine Verbindung hergestellt.

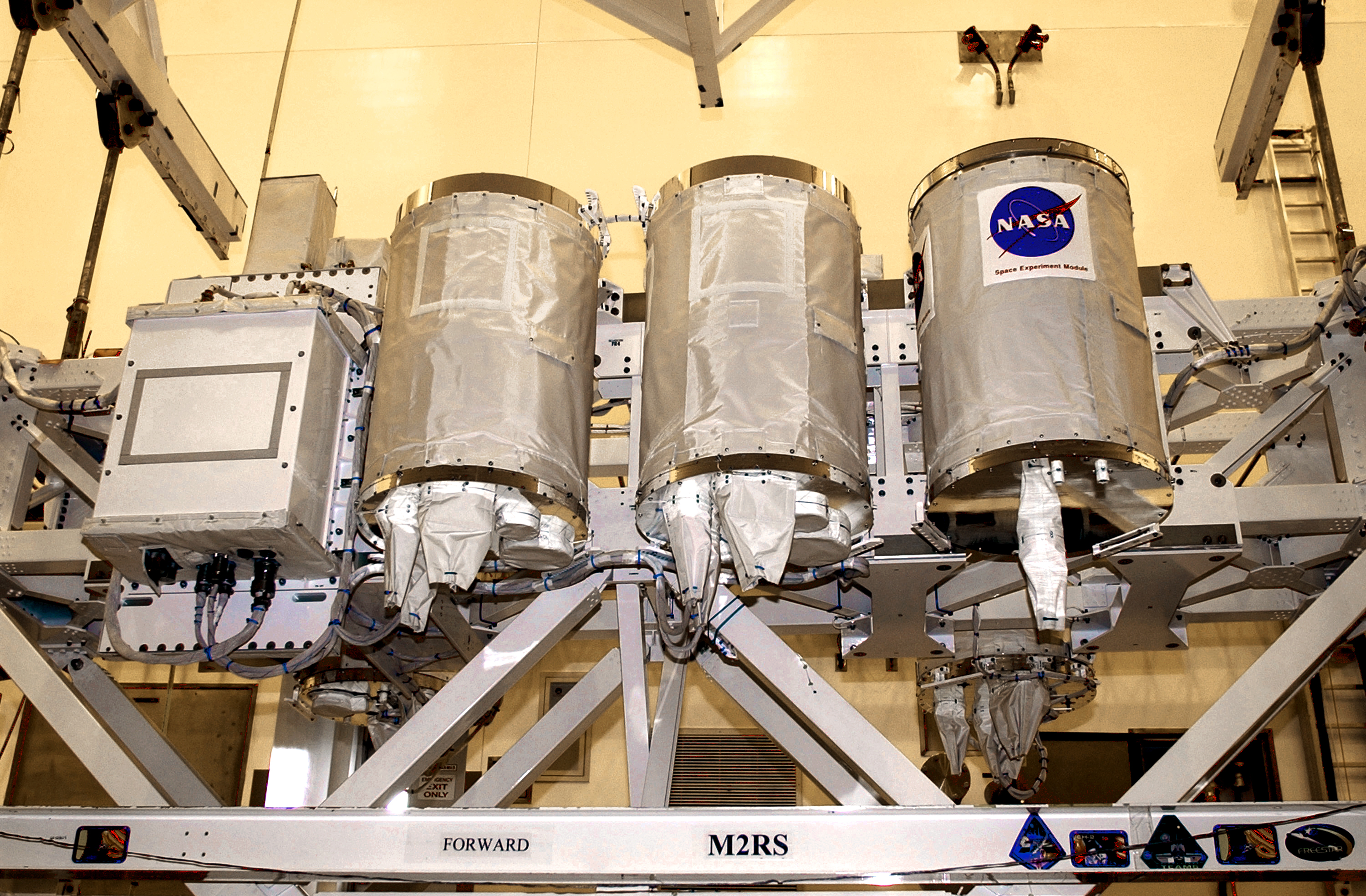
FREESTAR-Struktur

Außerdem befand sich hinter dem Spacehab-Modul eine Brückenstruktur in der Nutzlastbucht. Darauf waren sechs Experimente unter der Bezeichnung FREESTAR (Fast Reaction Experiments Enabling Science, Technology, Applications and Research) gruppiert: SEM-14 (Space Experiment Module), LPT (Low Power Transceiver), CVX-2 (Critical Viscosity of Xenon-2), MEIDEX (MEditerranean Israeli Dust EXperiment), SOLCON-3 (SOLar CONstant experiment-3) und SOLSE-2 (Shuttle Ozone Limb Sounding Experiment).
Ein weiterer Forschungsschwerpunkt war der Verbrennungslehre gewidmet. Dabei wurde im Combustion Module das Verhalten von Flammen in der Schwerelosigkeit untersucht. Das SOFBALL-Experiment (Structures Of Flame Balls At Low Lewis-number) erforschte Verbrennungsabläufe, die nur mit einer geringen Menge brennbaren Materials durchgeführt werden. Dabei wurden Gasmischungen mit minimaler Sättigung entzündet: Wasserstoff, dessen unsichtbare Flamme nur über eine spezielle Videoanlage betrachtet werden konnte, und Methan, das eine schwach bläuliche Farbe hat. Hintergrund des Experiments war die Entwicklung von Motoren mit besserer Kraftstoffnutzung und geringerem Schadstoffausstoß sowie die Verbesserung des Brandschutzes. SOFBALL hatte sein Debüt 1997 auf der MSL-1-Mission (Microgravity Science Laboratory 1) mit den Flügen STS-83 und STS-94.

### Arbeiten in der Umlaufbahn
Die ersten Tage verliefen ganz nach Flugplan. Wenige Stunden nach dem Erreichen des Orbits schwebten die Astronauten ins Spacehab-Modul und aktivierten die Experimente. Am 20. Januar 2003, dem fünften Missionstag, traten erstmals Probleme auf, als die Temperatur im Spacehab wegen eines Reglerschadens im Lebenserhaltungssystem stieg. Am Morgen musste die Klimaanlage des Forschungsmoduls abgeschaltet werden, nachdem Kondenswasser ausgelaufen war, und gegen 19:15 UTC führte ein Kurzschluss auch zum Ausfall des Ersatzsystems. Als Folge davon erreichte die Raumtemperatur im Modul einen Spitzenwert von 29 °C (7 K über dem Normwert). Um das Arbeiten für die Astronauten erträglicher zu machen und keine Experimente abschalten zu müssen, wurde provisorisch Luft vom Mitteldeck in den Verbindungstunnel geleitet. Einen Tag später war die Temperatur wieder auf 24 °C gesunken.

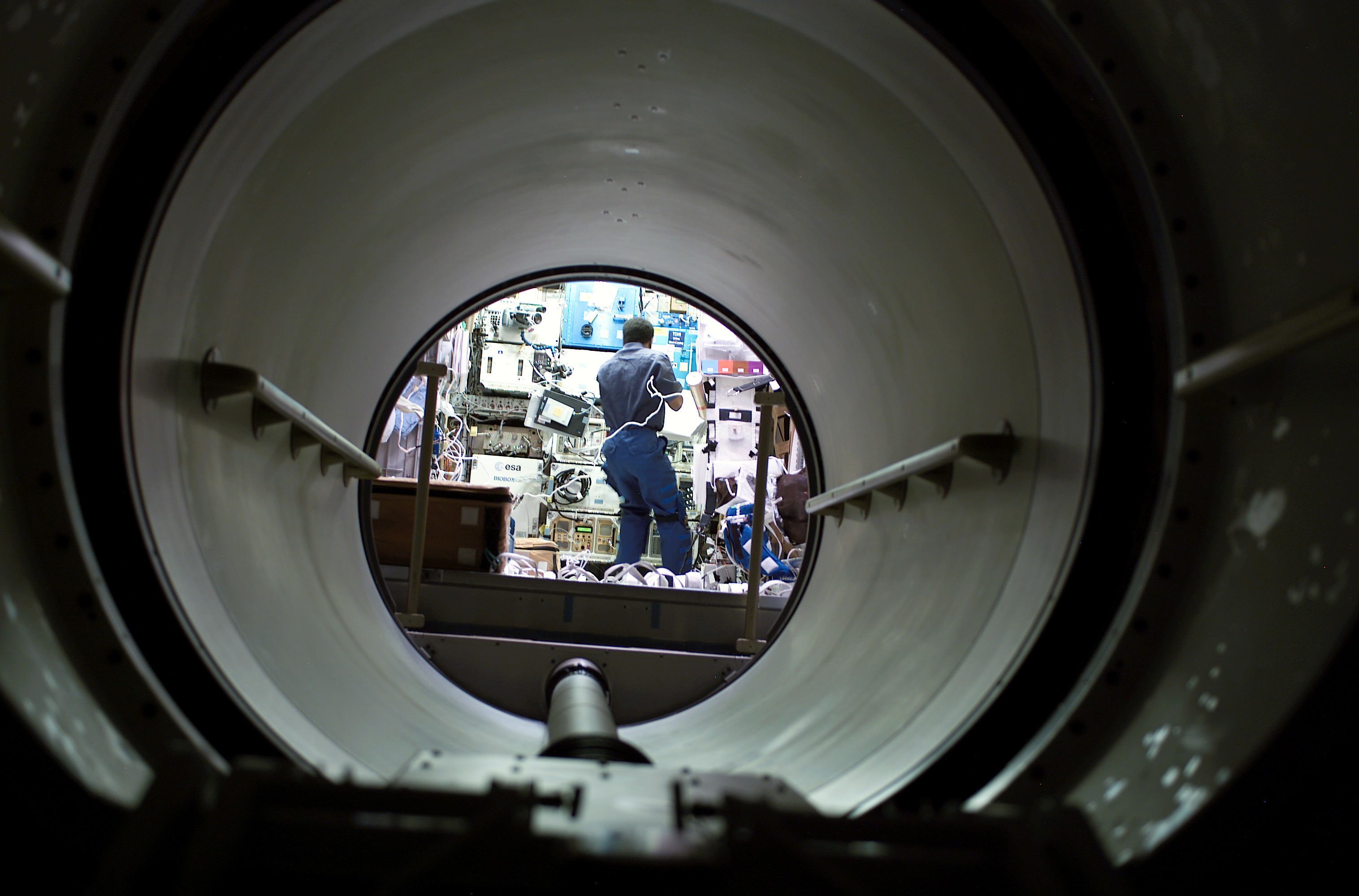
Blick durch den Verbindungstunnel ins Spacehab

Am zwölften Flugtag, dem 27. Januar, kam es zu einem freundschaftlichen Gespräch, als die Besatzung des Shuttle mit der Internationalen Raumstation (ISS) über Funk Kontakt aufnahm. Das Rote Team unter Kommandant Rick Husband hatte gerade seine Schicht angetreten, als sich Ken Bowersox, der Leiter der sechsten Stammbesatzung, gegen 17:30 UTC meldete. Dabei handelte es sich um eine Satellitenfunkverbindung, weil sich die beiden Raumschiffe wegen ihrer unterschiedlichen Umlaufbahnen nicht begegneten. Zum Zeitpunkt des kurzen Gesprächs befand sich die Columbia über Brasilien und die ISS über der Ukraine. Neben Grüßen und guten Wünschen erkundigte sich Kalpana Chawla bei ISS-Bordingenieur Don Pettit, wie es seinen Zwillingssöhnen gehe.
Einen Tag später war der 17. Jahrestag der Challenger-Katastrophe. Nur eine Minute nach dem Start am 28. Januar 1986 war die Raumfähre auseinandergebrochen und hatte die siebenköpfige Besatzung in den Tod gerissen. Sowohl auf der Erde als auch im All gedachte man der Toten der Challenger sowie der drei bei einem Bodentest ums Leben gekommenen Astronauten von Apollo 1.

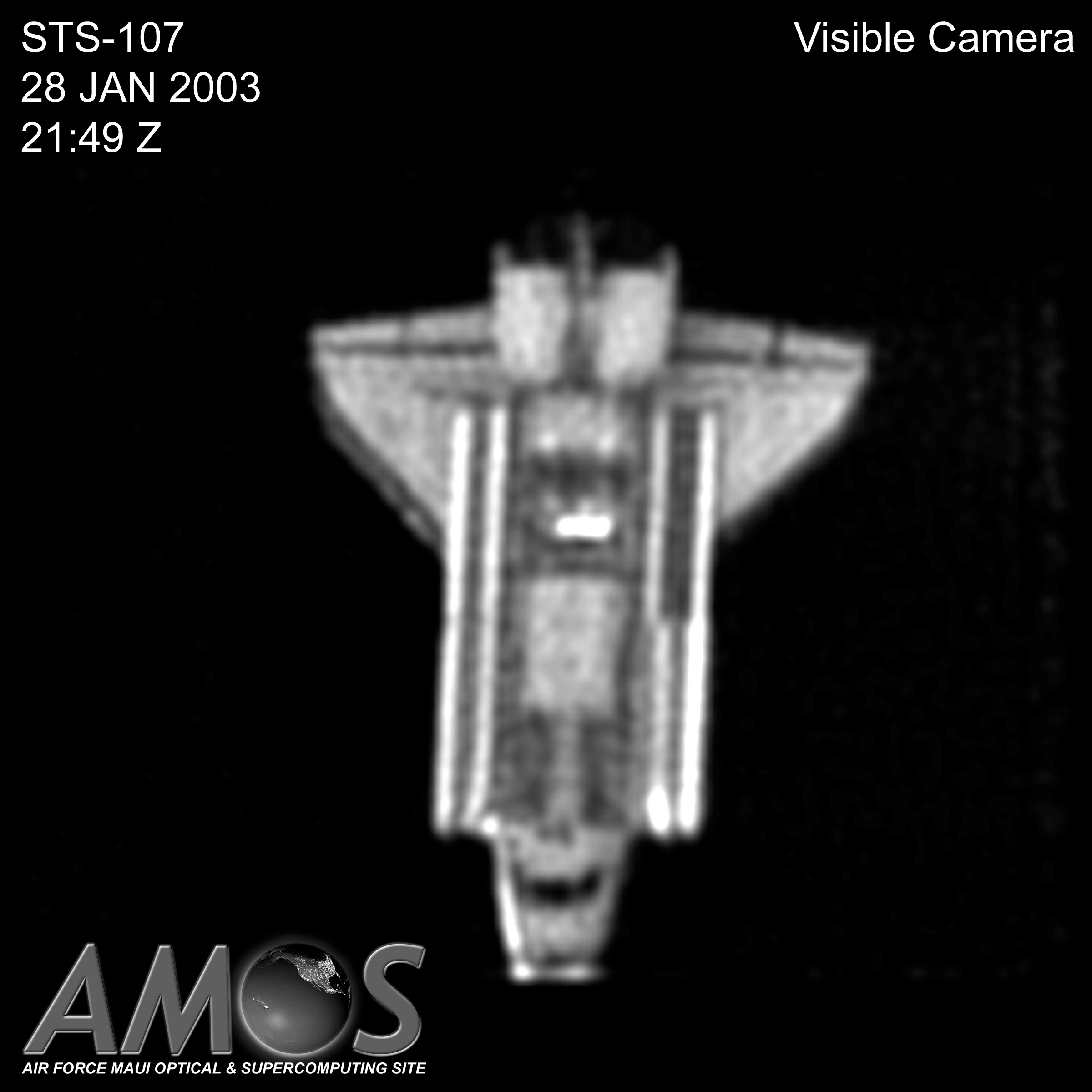
Ein Teleskop des AMOS auf Hawaii machte diese Aufnahme von der Columbia im All.

Drei Tage vor der geplanten Landung zog Nutzlastkommandant Mike Anderson am 14. Flugtag, dem 29. Januar, eine positive Bilanz: Die wissenschaftliche Ausbeute sei ein voller Erfolg und viele Experimente hätten die Erwartungen bei weitem übertroffen. Und Ilan Ramon, Israels erster Raumfahrer, erklärte während der traditionellen Pressekonferenz, dass er sich wünsche, sein Land wäre so ruhig und friedlich, wie es aus dem Weltall scheine.
Am 31. Januar bereiteten sich die Astronauten auf die für den nächsten Tag vorgesehene Landung vor. Das Spacehab wurde deaktiviert, die Experimente und Materialproben verstaut sowie weitere Vorbereitungen für die Rückkehr getroffen. Im Kontrollzentrum wies Flugdirektor LeRoy Cain auf einer Pressekonferenz darauf hin, dass die Auswertung der Filmaufnahmen vom Start der Columbia ergeben habe, dass sich ein Stück der Schaumstoffisolierung vom Außentank gelöst und die linke Tragfläche getroffen hätte. Möglicherweise seien dabei einige Kacheln des Hitzeschildes beschädigt worden. Die Ingenieure seien deshalb jedoch nicht besorgt und die Landung werde wie geplant durchgeführt. Wie sich später zeigen sollte, war dies eine Fehleinschätzung.

## Die Katastrophe
Die Columbia umkreiste die Erde in einer Höhe zwischen 272 und 289 Kilometern, als am 1. Februar um 13:15 UTC zur Einleitung der Rückkehr für zweieinhalb Minuten die Bremstriebwerke gezündet wurden. Die Wetterbedingungen für eine Landung in Florida waren, abgesehen von örtlichen Nebelfeldern und tiefhängenden Wolken, gut. Um 14:15:50 UTC sollte die Raumfähre im Kennedy Space Center auf Landebahn 33 mit dem Hauptfahrwerk aufsetzen.
Über dem Pazifik trat der Orbiter um 13:44 UTC in 122 Kilometern Höhe in die dichteren Schichten der Atmosphäre ein. Sieben Minuten später erreichte die Columbia nördlich von San Francisco die Westküste der USA. Die Fähre brach 16 Minuten (13:59 UTC) vor der geplanten Landung in einer Höhe von 63,1 Kilometern über Texas auseinander. Nach dem Eintreten in die dichtere Atmosphäre hatten sich in den Telemetriedaten Anzeichen für Unregelmäßigkeiten gehäuft.

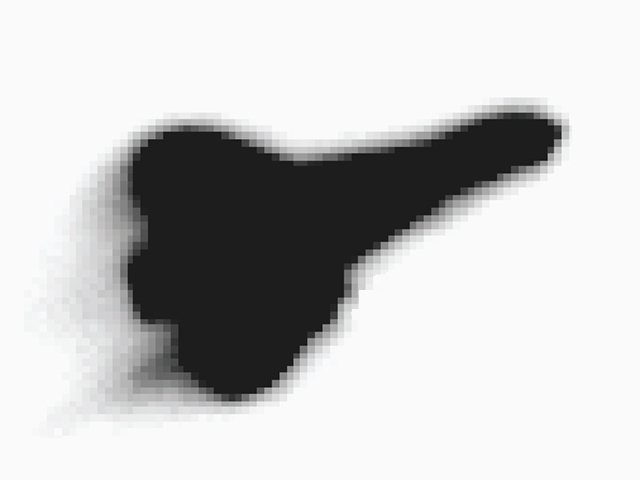
Die Starfire Optical Range fotografierte die Columbia kurz vor dem Absturz. Es ist eine Anomalie am Backbordflügel zu sehen.

Wie die spätere Rekonstruktion des Unfalls ergab, zeigten sich um 13:48 UTC die ersten Hinweise auf ein ungewöhnliches Verhalten, als die Belastungssensoren in der linken Flügelvorderkante anomale Werte lieferten. 20 Sekunden später stieg die Temperatur an dieser Stelle sprunghaft an. Heiße Gase mit einer Temperatur von etwa 1.800 °C waren durch die Flügelvorderkante in die Tragfläche eingedrungen und zerstörten deren Struktur. Das während des Starts abgefallene Bruchstück der Tankisolierung hatte die aus kohlenstofffaserverstärktem Kohlenstoff (reinforced carbon-carbon, kurz: RCC) bestehende Flügelvorderkante beschädigt.
Um 13:59 UTC fand der letzte Funkkontakt mit der Columbia statt. Kurz zuvor hatte die Columbia von New Mexico kommend die Grenze zu Texas überflogen. Jeff Kling, der verantwortliche Ingenieur für die Mechanik der Raumfähre in der Flugkontrolle, informierte Flugdirektor Cain, dass er von beiden Reifen des linken Hauptfahrwerks keine Druckwerte mehr erhalte. Dann riss um 13:59:23 UTC erstmals die Telemetrieverbindung ab – die Kontrolleure in Houston erhielten keine Daten mehr. Eine Sekunde später gab Verbindungssprecher Charles Hobaugh an Shuttle-Kommandant Rick Husband durch, dass man den Reifendruck beobachte. Dieser quittierte mit einem „Roger“, als mitten im nächsten Wort die Verbindung um 13:59:32 UTC abbrach. Die letzten Datenfragmente erreichten Houston eine halbe Minute danach, bevor der Kontakt endgültig abriss und die Columbia über Texas auseinanderbrach. Manche Teile der Columbia verglühten, andere gingen als Trümmerregen über den Südstaaten der USA nieder.
Die Columbia war der zweite Orbiter, den die NASA verlor. 17 Jahre zuvor, am 28. Januar 1986, war die Raumfähre Challenger beim Start der Mission STS-51-L verunglückt.
Zunächst war nicht klar, was passiert war. Die ersten offiziellen Stellungnahmen der NASA erklärten lediglich, dass man den Kontakt zur Raumfähre gegen 14:00 UTC verloren habe. Auch wenn ein Absturz nicht ausdrücklich erwähnt wurde, wies man gleichzeitig darauf hin, Trümmerteile nicht zu berühren und Fundorte an die Behörden zu melden. Es wurden später an die 83.900 Trümmerteile gefunden und geborgen.
Eine Woche nach dem Absturz wurde die Kamera, mit der Laurel Clark die letzten Minuten vor dem Unfall gefilmt hatte, nahezu unbeschädigt in Ost-Texas gefunden. Das etwa neun Minuten lange Video zeigt die Besatzung, wie sie über die wieder zu spürende Schwerkraft staunt und über die Gluthitze vor den Fenstern scherzt. Einen Monat später veröffentlichte die NASA das Video.

## Untersuchung des Absturzes

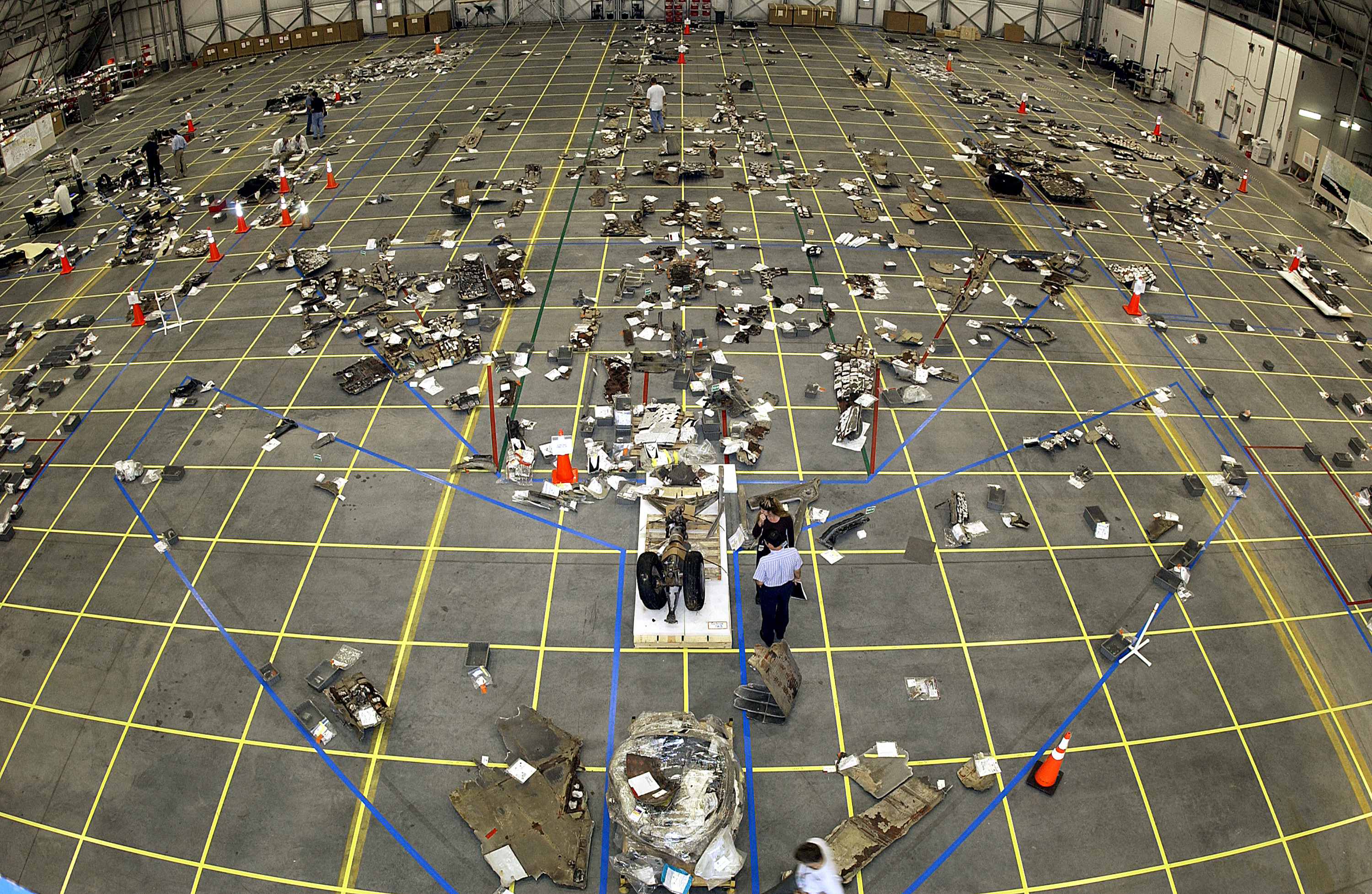
Zusammensetzung der Trümmerteile der Columbia

Einen Tag nach dem Unfall berief NASA-Chef Sean O’Keefe einen unabhängigen Untersuchungsausschuss ein. Die sogenannte CAIB-Kommission (Columbia Accident Investigation Board) sollte klären, wie es zu dem Unfall gekommen war. Zum Vorsitzenden wurde US-Marineadmiral Harold W. Gehman ernannt, der drei Jahre zuvor aus dem aktiven Dienst ausgeschieden und zuletzt Oberster Alliierter Befehlshaber Atlantik der NATO war.

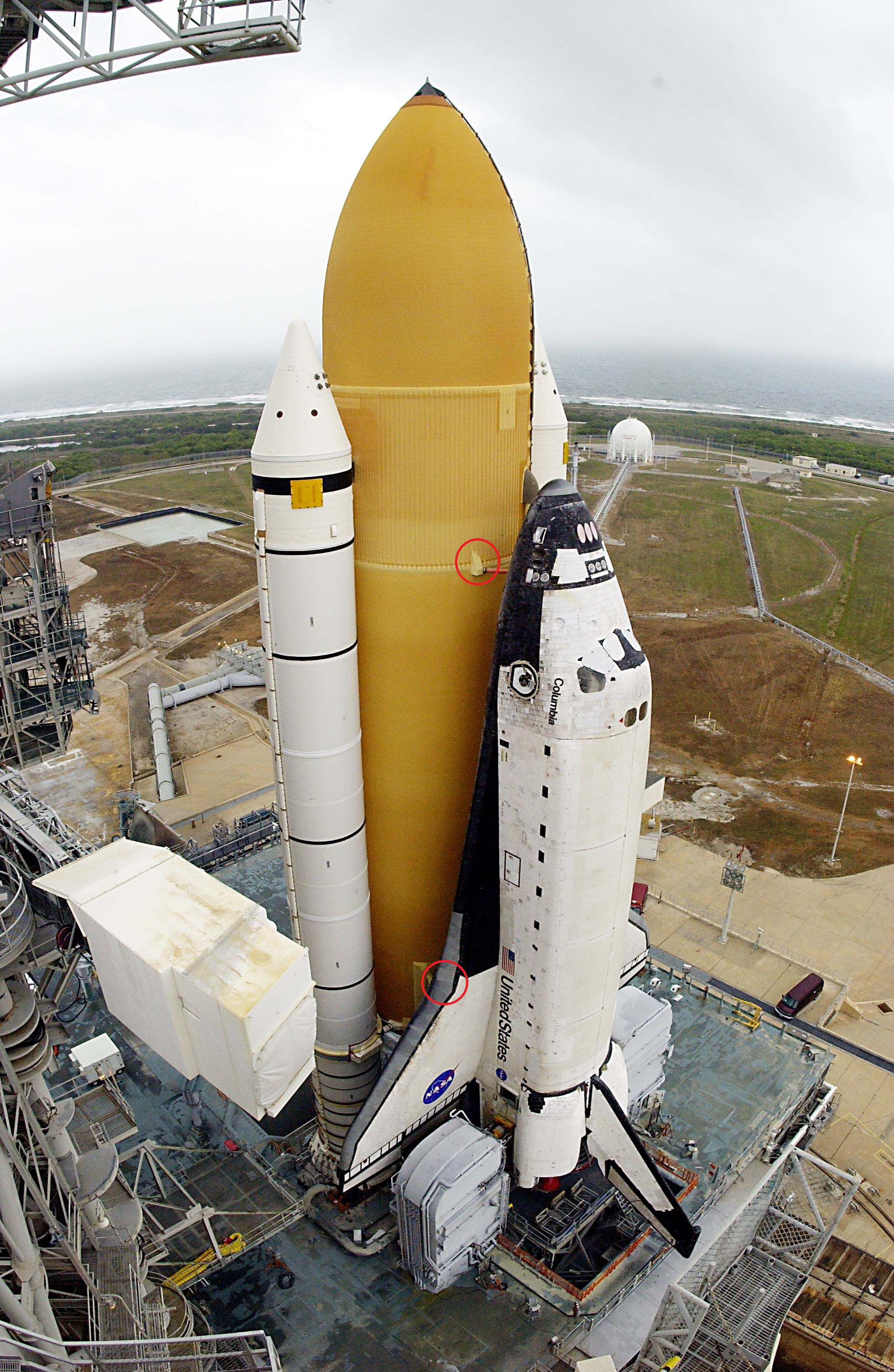
Columbia vor dem Start: Das Schaumstoffteil und die beschädigte Stelle sind rot eingekreist.

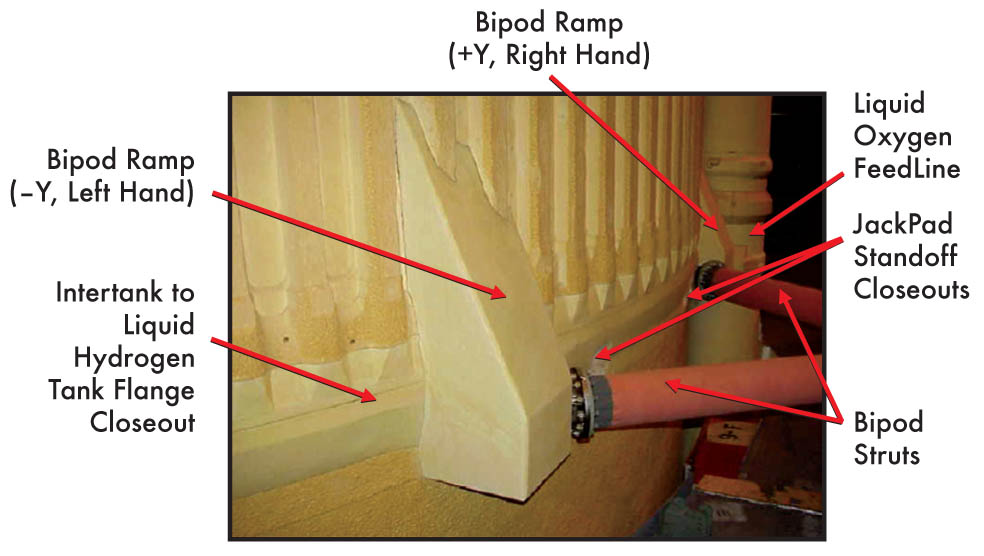
Nahaufnahme der Schaumstoffisolierung, welche die Bipod Ramp umhüllt

Anfangs kursierten innerhalb der NASA verschiedene Theorien zur Ursache der Katastrophe. Eine davon war ein Defekt des Hitzeschutzes, eine andere ein Versagen des Autopiloten, der zu diesem Zeitpunkt die Raumfähre steuerte. Eine weitere Möglichkeit war Materialermüdung aufgrund des Alters der Columbia. Auch ein durch Kabelbrand verursachtes Feuer, eine Kollision mit Weltraummüll und ein terroristischer Anschlag wurden in Betracht gezogen.
Die ersten Hinweise deuteten darauf hin, dass die Ursache am Fahrwerksschacht zu suchen sei, weil die schnelle Wärmeentwicklung von dort auszugehen schien. Ron Dittemore, der Leiter des Shuttle-Programms, erklärte erstmals zwei Tage nach dem Unfall, dass das Hitzeschutzsystem möglicherweise an anderer Stelle beschädigt worden sein könnte.
Um die Unfallursache herauszufinden, wurden die Trümmer der Columbia in einem Hangar in Cape Canaveral wieder zusammengesetzt. Außerdem wurden die Aufnahmen des Schaumstoffstückes mit dem Computer aufgebessert.
Knapp sieben Monate nach dem Absturz der Raumfähre schloss die Untersuchungskommission die Ermittlungen, die über 20 Millionen Dollar kosteten, ab und veröffentlichte am 26. August 2003 ihren Abschlussbericht. In dem Bericht wurde als Ursache das beim Start abgefallene Stück Isolierschaum des Außentanks angegeben. Es habe ein Loch in die Vorderkante des linken Flügels geschlagen, durch welches beim Wiedereintritt extrem heißes Plasma eingetreten sei, das die Raumfähre habe auseinanderbrechen lassen.
Spätere Versuche bestätigten diese Theorie: Nachdem man mit einer Stickstoffkanone im richtigen Winkel ein 1 kg schweres Stück des Isoliermaterials mit ca. 800 km/h auf originale RCC-Paneele gefeuert hatte, fand man heraus, dass das Loch einen Durchmesser von mindestens 25 cm hatte. Beim Wiedereintritt drang durch diese Defektstelle des RCC-Paneels Nr. 8 an der Vorderkante des linken Flügels heißes Plasma ein, das sich innerhalb der Tragflächenstruktur ausbreitete. Dies schwächte die Tragflächenstruktur nachhaltig, zerstörte mehrere Sensoren und Teile der Hydraulik, so dass diese ausfiel. Dadurch kam es zum Kontrollverlust der Lageregelung, die aerodynamische Stabilität der Columbia ging verloren und sie zerbrach unter den enormen aerodynamischen Kräften.

Rekonstruktion der Unglücksursache: Ein Schaumstoffteil schlägt ein 41 × 42 cm großes Loch in ein RCC-Paneel.

Fast die Hälfte des Berichtes kritisierte aber auch mechanische Fehler und das NASA-Management. So wurde der Weltraumbehörde in dem Report angelastet, verschiedene Warnungen von Ingenieuren über das mögliche Ausmaß der beim Start erlittenen Schäden falsch bewertet zu haben. Die Kommission zeigte außerdem gravierende Mängel in der Kommunikation zwischen einzelnen NASA-Stellen auf. So wurde beispielsweise kritisiert, dass in den Präsentationen über mögliche Probleme bei einem Shuttle-Flug wichtige Punkte nicht genannt wurden.
Der Untersuchungsbericht empfahl, das Space-Shuttle-Programm einzustellen und durch ein neues zu ersetzen. Die Sicherheit der Crew sollte dabei die höchste Priorität haben.
Nach diesem Bericht geriet das Space-Shuttle-Programm öffentlich als veraltet und anfällig in Misskredit. Am 14. Januar 2004 gab US-Präsident George W. Bush das neue Weltraumprogramm bekannt. Danach sollte das Shuttle-Programm nur noch bis zum Jahr 2011 weiterbetrieben werden, um die Internationale Raumstation fertig zu bauen. Dies war auch mit Einsparungen für die Shuttles verbunden.

## Bericht zu Auswirkungen auf die Besatzung
Am 30. Dezember 2008 wurde der Bericht zur Sicherheit der Besatzung während des Columbia-Absturzes veröffentlicht. In diesem wurde erwähnt, dass die Besatzung nur 40 Sekunden Zeit hatte, auf das Desaster zu reagieren. So trug ein Astronaut keinen Helm, drei hatten keine Handschuhe an und keiner hatte das Visier des Helmes heruntergeklappt, als die Druckkammer der Columbia dekomprimierte. Die Auswirkungen auf das Shuttle-Programm waren bezüglich der Technik nur gering, aber für nachfolgende Raumfahrzeuge würden die Lehren aus diesem Absturz in die Planung des Sicherheitskonzeptes und in die Ausbildung einfließen.

## Spätere Ergebnisse von Experimenten
Bei der Mission waren Fadenwürmer der Art Caenorhabditis elegans ins All geschickt worden, um ihre Überlebensfähigkeit in einem Nährmedium zu erforschen. Aus den Trümmern der Raumfähre konnten einige Behältnisse mit den Fadenwürmern geborgen werden und noch nach mehreren Monaten überlebende Nachkommen der Würmer nachgewiesen werden.
Fünf Jahre nach dem Absturz der Columbia wurde bekannt, dass es gelungen war, verloren geglaubte Daten eines Experiments wiederherzustellen und auszuwerten. Bei dem wissenschaftlichen Vorhaben CVX-2 (Critical Viscosity of Xenon-2) wurde das Phänomen der Strukturviskosität untersucht. Zwar waren die meisten Daten während des Fluges per Telemetrie übertragen, ein Teil jedoch an Bord auf einer 340-MB-Festplatte gespeichert worden. Eine Auswertung war nur bei Vorhandensein aller Daten möglich. Die Festplatte konnte nach dem Absturz der Columbia zwar geborgen werden, war jedoch stark beschädigt. Dem Datenrettungsunternehmen Kroll Ontrack gelang eine fast vollständige Rekonstruktion. Die CVX-2-Forschungsergebnisse wurden in der April-2008-Ausgabe der Fachzeitschrift Physical Review E veröffentlicht.

## Mediale Rezeption
Eine Folge der Fernsehserie Sekunden vor dem Unglück widmete sich der Katastrophe.